# Departamento de Seguridad y Defensa Nuclear
El Kernfysische Dienst, KFD (Departamento de Seguridad Nuclear) es la organización reguladora holandesa para los asuntos nucleares. Es parte del Ministerio de Infraestructura y Medio Ambiente y tiene su sede en La Haya.
Sus responsabilidades incluyen la seguridad de las instalaciones nucleares, el almacenamiento y transporte de materiales nucleares y la supervisión del cumplimiento de las leyes y reglamentos relacionados con materiales radiactivos.
Es el supervisor legal de las centrales nucleares ubicadas en Borssele, Petten, Dodewaard y Delft, así como otras instalaciones que tienen que ver con substancias radioactivas civiles.
La Ley de Energía Nuclear es la que regula las facultades del KFD. Dentro de las provisiones de esta ley las empresas o instituciones que manipulan materiales radiactivos deben evacuar un informe de seguridad y enviarlo al KFD cada vez que exista o se produzcan situaciones que provoquen problemas o interrupciones en sus procesos normales de funcionamiento. El KFD usando estos informes calificará estos incidentes o accidentes de acuerdo a la Escala Internacional de Accidentes Nucleares (en inglés: International Nuclear Event Scale, INES), que determina cuál es la magnitud del problema o evento (la escala va de 0 (sin riesgo) a 7 (desastre)). Por medio de esta escala, es posible comparar en forma mundial todos los eventos de este tipo, con el propósito de poder aprender las lecciones generadas de lo ocurrido. El KFD debe entregar un informe anual con todos estos eventos.